# 川口屋正蔵
川口屋 正蔵（かわぐちや しょうぞう、生没年不詳）は江戸時代の江戸の地本問屋。

## 来歴
正栄堂、川正と号す。川口氏。文政から嘉永期にかけて営業していた。始め京橋銀座4丁目、後天保期に両国広小路左衛門店、嘉永期に南飯田町善兵衛店、山城町林蔵店で営業している。主に歌川広重や歌川国芳の錦絵を出版している。嘉永5年（1852年）4月に問屋株を恵比寿屋庄七に譲っている。

## 作品
- 歌川広重 『（一幽斎描き）東都名所』 横大判 錦絵揃物 天保2年頃
- 歌川広重 『四季江戸名所』 中短冊判 錦絵揃物 天保5年頃
- 歌川広重 『花鳥画』 中短冊判 錦絵 天保
- 歌川広重 『名所絵』中短冊判 錦絵
- 歌川広重 『浪花名所図会』 横大判 錦絵10枚揃 天保5年（1834年）ころ 栄川堂版とあり川口屋正蔵版か三田屋喜八郎版か未詳
- 歌川国芳 『里すゞめねぐらの仮宿』 大判3枚続 弘化2年‐弘化3年
- 歌川国芳 『宮本武蔵と巨鯨』 大判3枚続 錦絵 嘉永